# 서간
서간(徐幹, 171년 ~ 218년)은 중국 후한 말의 학자 · 시인으로, 자는 위장(偉長)이며 청주 북해국 극현(劇縣) 사람이다.

## 생애
건안칠자(建安七子) 중 한 사람으로, 명문가에서 태어났으나 가난한 유년을 보냈다. 하지만 품행이 우수하고 문장력이 뛰어나 명성을 얻었으며, 건안(建安) 연간(年間)에 조조(曹魏)를 섬겨 사공군모좨주(司空軍謀祭酒)에 임명된 뒤 오관장문학(五官將文學)으로 승진했다.
그 후 건안 23년(218년)에 화북(華北)에서 유행한 전염병으로 죽었다. 시부(詩賦)에 뛰어났으며, 저서로는 《중론(中論)》20여 편 등이 있다. 조비(曹丕)는 서간을 "그야말로 군자라고 불릴 만하며, 그가 만든 작품들은 후세에 대대로 전해질 것이다."고 평하였다.